# Moplen

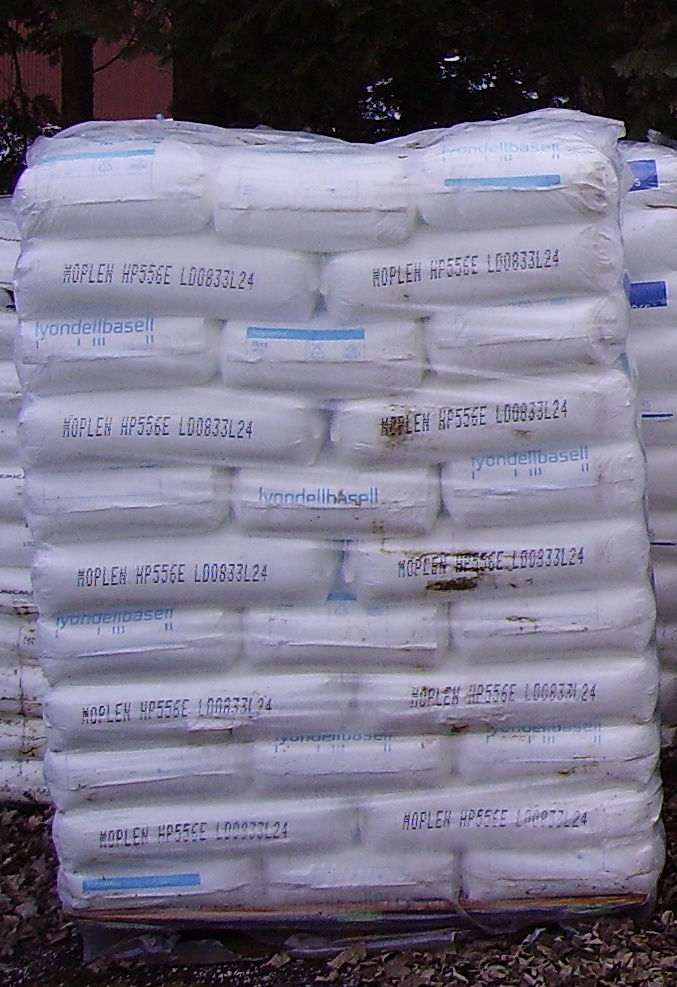

Moplen è il marchio registrato di una materia plastica, il polipropilene isotattico (indicato chimicamente con la sigla PP-H), ottenuta tramite reazione di polimerizzazione a partire dal propilene.
Tale materiale è da considerarsi profondamente innovativo sia per le sue caratteristiche di resistenza meccanica, sia per l'economicità di lavorazione che rivoluzionò l'industria dei materiali termoplastici.
Ancora oggi è largamente usato nell'industria, nell'ambito idrosanitario (tubi di scarico e sifoni) e casalingo (vasche, secchi e così via).

## Storia

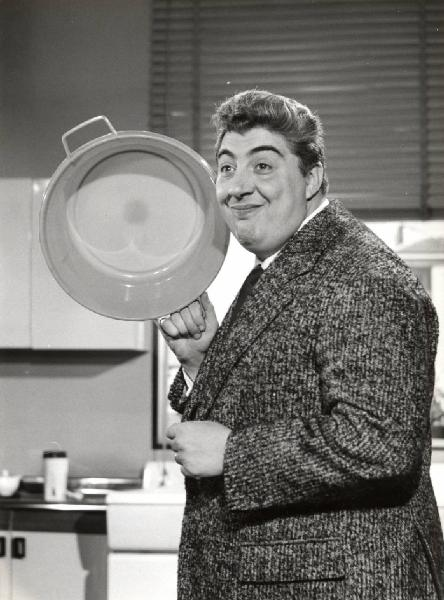
Gino Bramieri nella pubblicità del moplen (1960)

Il polipropilene isotattico fu inventato negli anni cinquanta dal chimico imperiese Giulio Natta, vincitore del Premio Nobel per la chimica del 1963. Il moplen era prodotto dalla Polymer e dalla Montesud (controllate della Montecatini, poi Montedison). Lo stabilimento di Terni dove si produceva il polipropilene era gestito dalla controllata Polymer, mentre quello di Brindisi dalla controllata Montesud. Nel 1971 la Polymer si fuse poi per incorporazione nella Montefibre, ma il settore fibre Merak e Neofil fu separato da quello della plastica, che si sviluppò soprattutto per le pellicole trasparenti Moplefan usate nel confezionamento dei prodotti alimentari. Dopo complesse vicende societarie il settore è passato alla Basell, formata da BASF e Shell.

## Il moplen nella cultura di massa
All'epoca era  pubblicizzato da Gino Bramieri durante Carosello col tormentone
e con
per conto del Gruppo Montecatini, che deteneva il brevetto della materia plastica adoperata per la fabbricazione di svariate suppellettili per la cucina col rivoluzionario materiale.